# Liste deutschsprachiger Filmregisseurinnen

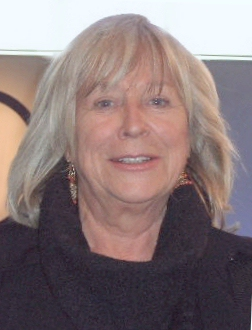
Margarethe von Trotta

Diese Liste enthält Regisseurinnen, die in deutschsprachigen Filmen mitwirkten. Sie ist nicht vollständig.

## Geschichte
In deutschsprachigen Filmens gab es bis etwa 1980 nur wenige Frauen, die Regie führten.
Danach verbesserte sich die Situation etwas, aber auch in der Gegenwart gibt es prozentual nur wenige Filme, die von Frauen gedreht wurden, obwohl auf den Filmhochschulen etwa die Hälfte der Studierenden weiblich sind.
Zu den bekanntesten deutschen Regisseurinnen  bis 1980 gehörten Leni Riefenstahl und Margarethe von Trotta. Auch in den nachfolgenden Jahrzehnten gab es einige erfolgreiche Regisseurinnen wie Doris Dörrie und Vivian Naefe.

## Deutschland 1911–1944

### Stummfilme 1911–1930
In der Zeit des Stummfilms gab es einige Regisseurinnen, die jedoch nicht sehr bekannt waren. Daneben wirkten Produzentinnen, Drehbuchautorinnen und weitere Akteurinnen in Stummfilmen mit.
- Hanna Henning, 1911–1924, 42 Filme, oft auch Produzentin
- Olga Wohlbrück, 1913, ein Film
- Fern Andra, 1915–1919, 7 Filme
- Rosa Porten, 1916–1927, 11 Spielfilme, Schwester von Henny Porten
- Iwa Raffay, 1918–1927, 8 Filme
- Friedel Köhne, 1919, ein Spielfilm
- Eva Christa, 1921–1922, vier Spielfilme
- Marie-Louise Droop, 1920, zwei Spielfilme
- Gertrud David, 1922–um 1928, einige Dokumentarfilme zu sozialen Themen (Bethel), danach Tonfilme
- Lotte Reiniger, 1926, erster abendfüllender Animationsfilm überhaupt
- Luise Fleck, 1926–1930, etwa 20 Filme, vorher 1911–1924 in Österreich, danach Tonfilme
- Ella Bergmann-Michel, 1931–1932, 5 Dokumentarkurzfilme, einige zu sozialen Themen

### Tonfilme 1931–1944
Auch in den frühen Tonfilmen seit 1931 gab es nur wenige Regisseurinnen.
- Leontine Sagan, 1931, 2 Spielfilme, danach 1946 einer in England
- Louise Fleck, 1931–1932, etwa 2 Spielfilme, danach wieder in Österreich
- Leni Riefenstahl, 1932–1944, 12 Filme, meist Dokumentarfilme
- Gertrud David, 1933–1934, ein Spielfilm und mehrere Dokumentarfilme über die Bodelschwingschen Anstalten und weitere soziale Themen
- Thea von Harbou, 1934, zwei Spielfilme, ansonsten viele Drehbücher und Bücher

## DDR 1949–1990

### Übersicht
In der DDR gab es etwa 60  Filmregisseurinnen bei der DEFA. Die meisten drehten Dokumentar- oder Animationsfilme und blieben weitgehend unbekannt. Die einzigen Spielfilmregisseurinnen der DEFA waren Ursula Pohle (ein Kurzfilm), Bärbl Bergmann (Kurzfilme), Ingrid Reschke (erster langer Spielfilm), Iris Gusner (mehrere Spielfilme), Evelyn Schmidt (mehrere Spielfilme) und Hannelore Unterberg (Kinderfilme).  Sie  stießen mit ihren Produktionen häufig auf Widerstände, öfter gab es Verrisse, (Die vielversprechende  Ingrid Reschke verunglückte mit 35 Jahren in der Zeit der Vorbereitungen zur Legende von Paul und Paula tödlich.)
Dazu gab es mehrere Fernsehspielfilmregisseurinnen.
Einige Dokumentarfilmerinnen, vor allem Helke Misselwitz, sowie Barbara Junge, Gitta Nickel, Róża Berger-Fiedler, Sibylle Schönemann und Petra Tschörtner erreichten eine  etwas größere künstlerische Anerkennung.

### Chronologisch (Auswahl)
1940er Jahre
- Marion Keller, 1946– , Dokumentarfilme, Leiterin der DEFA-Wochenschau Der Augenzeuge
- Ella Ensink, 1947–, Dokumentarfilme
- Eva Fritzsche, Dokumentarfilm, 1949–

1950er Jahre
- Charlotte Martens, 1950–1953, 16 Kurzlehrfilme zu landwirtschaftlichen Themen, vorher und nachher in Hamburg
- Annelie Thorndike, 1958–1978, zahlreiche politische Dokumentarfilme und einige Spielfilme, meist mit Andrew Thorndike
- Bärbl Bergmann, zuerst Dokumentarkurzfilme, dann  1959 ersten Kurzspielfilm einer DDR-Regisseurin
- Katja Georgi, Puppentrickfilme
- Christl Wiemer, Zeichentrickfilme

1960er Jahre
- Monika Krauße-Anderson, Animationsfilm
- Barbara Junge, Dokumentarfilme (Kinder von Golzow)
- Ingrid Reschke, je zwei Kinder- und Erwachsenenspielfilme
- Ingrid Sander, Politische Fernsehdokumentarfilme und vier Spielfilme (darunter ein Polizeiruf 110)

1970er Jahre
- Ursula Bonhoff, Fernsehfilme
- Gabriele Denecke, etwa sieben  Dokumentar- und Spielfilme (Der Staatsanwalt hat das Wort)
- Iris Gusner, neun Spielfilme
- Sieglinde Hamacher, Animationsfilm
- Christa Mühl, elf Fernsehfilme
- Gitta Nickel, Dokumentarfilme
- Ursula Schmenger, Kinderfilme für das Fernsehen
- Evelyn Schmidt, Spielfilme
- Annelies Thomas, Fernsehfilme
- Hannelore Unterberg, Kinderfilme.

1980er Jahre
- Róza Berger-Fiedler, Dokumentarfilme
- Cox Habbema, 1981 eine Fernsehstudioinszenierung
- Karola Hattop, Kinderfilme, nach 1990 Fernsehspielfilme
- Sabine Meienreis, Animationsfilme
- Helke Misselwitz, Dokumentarfilme
- Marion Rasche, Animationsfilme
- Tamara Trampe, Dokumentarfilme
- Petra Tschörtner, Dokumentarfilme

### Alphabetisch
DEFA
- Angelika Andrees (* 1951), Dokumentarfilme
- Róża Berger-Fiedler (* 1940), Dokumentarfilme
- Bärbl Bergmann (1931–2003), Dokumentarfilme, erster Kurzspielfilm  einer Regisseurin bei der DEFA
- Elke Bräuniger (1943–2018), Animationsfilme
- Käte Conen (* 1940), Industrie- und Werbefilme
- Ursula Demitter (* 1945), Dokumentarfilme
- Renate Drescher (1932–2021), Dokumentarfilme
- Barbara Eckhold (* 1944), Animationsfilme
- Hanna Emuth (1920–2008), Dokumentarfilme

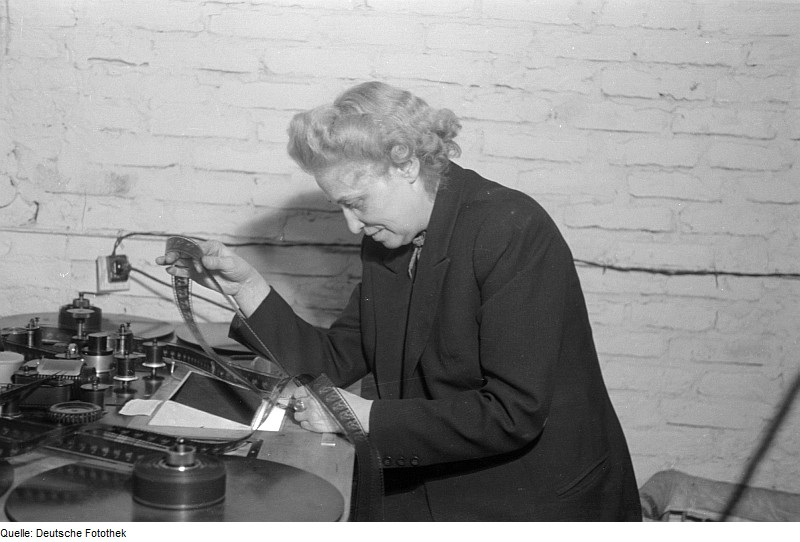
Ella Ensink (1946)

- Ella Ensink-Kleberg (1897–1968), Dokumentarfilme
- Nina Freudenberg (* 1933), Dokumentarfilme
- Eva Fritzsche (1908–1986), erste Dokumentarkurzfilmregisseurin der DEFA, danach langjährige Leiterin der Synchronabteilung
- Heide Gauert (* 1942), Dokumentarfilme
- Katja Georgi (1928–2022), Animationsfilme
- Irina Gregor (1942–1996), Dokumentarfilme

- Iris Gusner (* 1941), Spielfilme

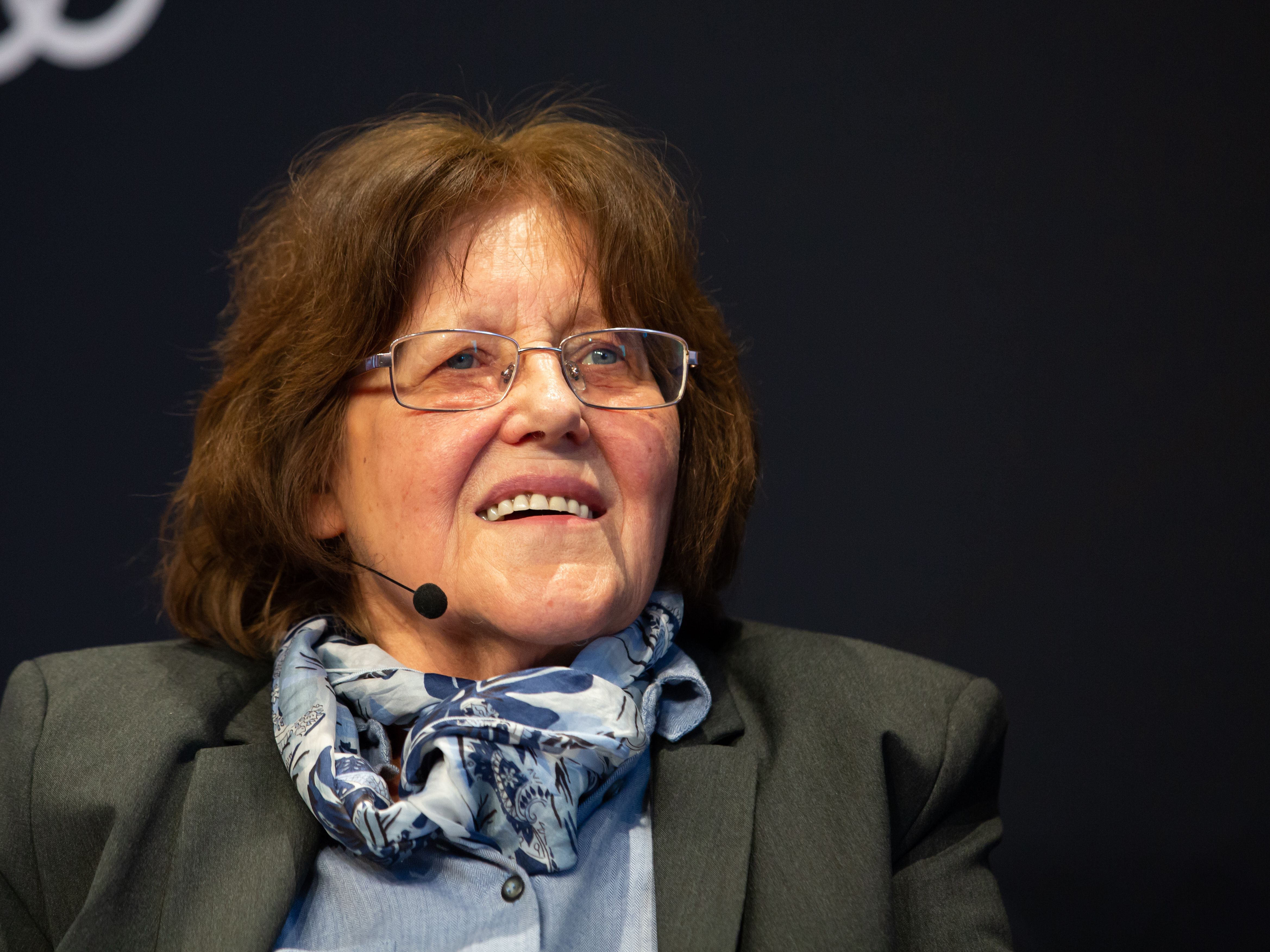
Iris Gusner bei der Berlinale 2019

- Sieglinde Hamacher (1936–2020), Animationsfilme
- Gerda Hammer-Wallburg, Animationsfilme
- Karola Hattop (* 1949), Spielfilme
- Christiane Hein (1944–2002), Dokumentarfilme
- Ingrid Hinz (* 1939), Lehrfilme
- Maria Hohnstein (* 1926), Dokumentarfilme
- Barbara Junge (* 1943), Dokumentarfilme (Die Kinder von Golzow)

- Erika Just (1922–2011), Tanzfilme

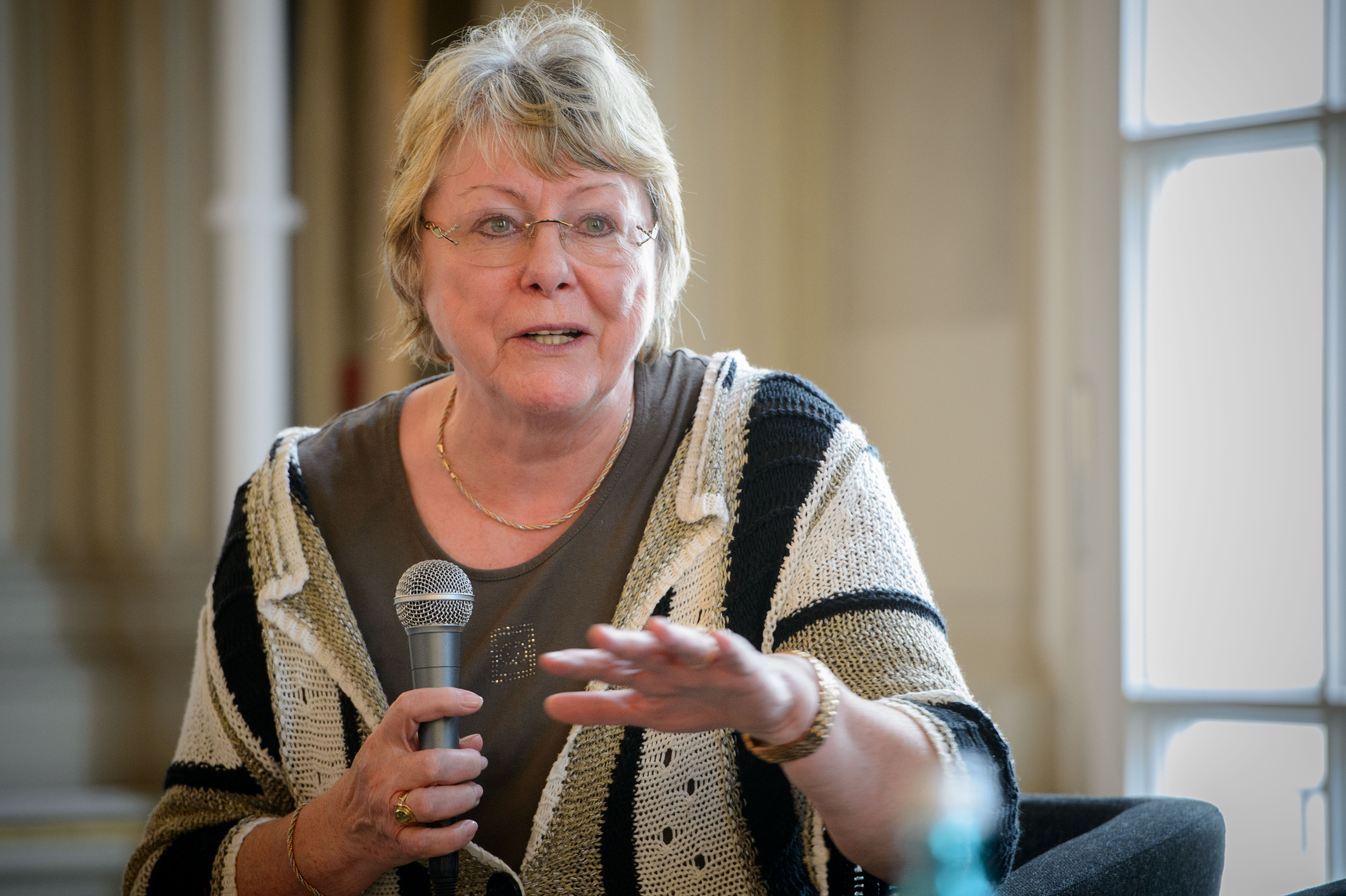
Barbara Junge (2014)

- Marion Keller (1910–1998), Dokumentarfilme, Leiterin der Wochenschau Der Augenzeuge
- Johanna Kleberg (* 1938), Dokumentarfilme
- Monika Krauße-Anderson (1929–2021), Animationsfilme
- Dagmar Langanki (* 1950), Dokumentarfilme
- Erna Latz
- Lisette Mahler (* 1926), Dokumentar- und Werbefilme
- Charlotte Martens (1898–1983), Lehrfilme
- Sabine Meienreis (* 1938), Animationsfilme
- Helke Misselwitz (* 1947), Dokumentarfilme

- Erika Müller

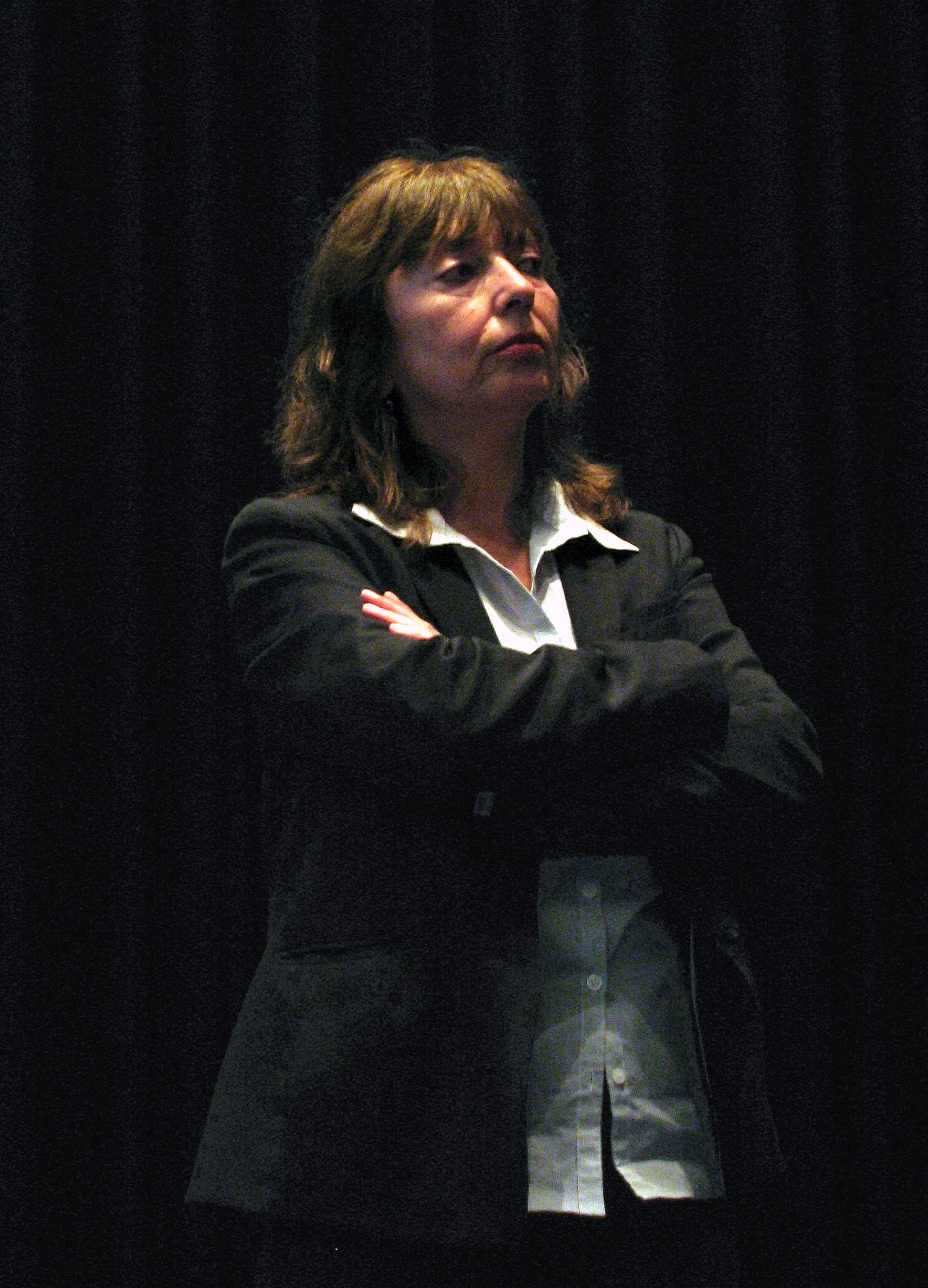
Helke Misselwitz (2009)

- Eva Natus-Šalamoun (1936–2014), Animationsfilme
- Gitta Nickel (1936–2023), Dokumentarfilme
- Dagnija Osite-Krüger (* 1946), Dokumentarfilme
- Ursula Pohle (1913–1999), Kurzspielfilme
- Helga Porsch (1943–2010), Dokumentarfilme
- Ingrid Poss (1939–2019), Dokumentarfilme
- Marianne Prütz (* 1926), Dokumentarfilme
- Ina Rarisch (1926–2012), Animationsfilme
- Marion Rasche (* 1944), Animations- und Dokumentarfilme
- Ingrid Reschke (1936–1971), Spielfilme, erste DEFA-Regisseurin eines langen Spielfilms
- Ellen Richardt (1941–1985), Dokumentarfilme
- Andrea Ritterbusch (* 1955), Dokumentarfilme
- Ingrid Sander (1931–2006), Dokumentarfilme
- Elke Schieber (* 1947), Dokumentarfilme
- Evelyn Schmidt (* 1949), Spielfilme

- Sibylle Schönemann (* 1953), Dokumentarfilme
- Regina Sommermeyer (* 1952), Dokumentarfilme
- Annemarie Stabrey (* 1941), Dokumentarfilme

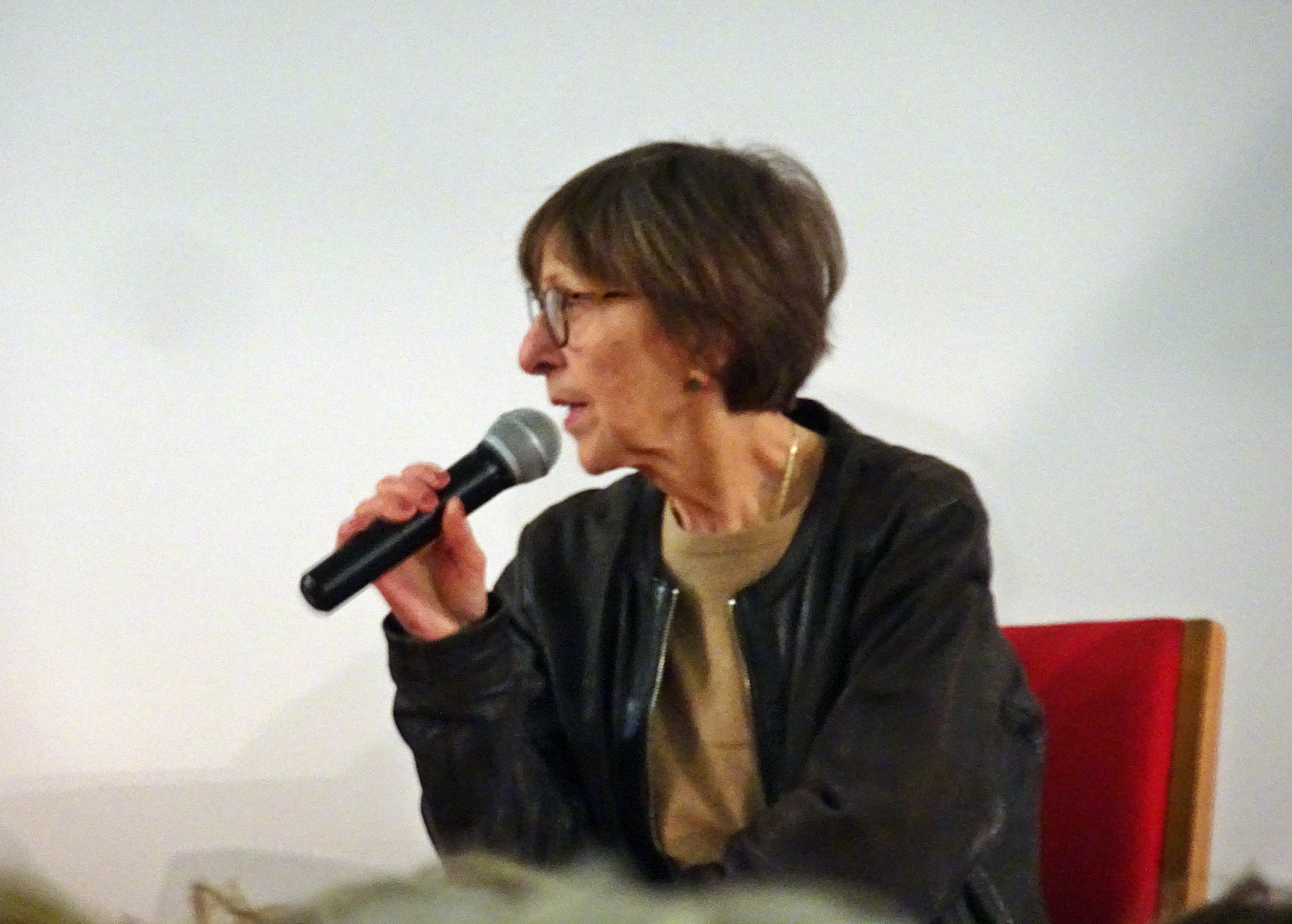
Evelyn Schmidt (2023)

- Marianne Supplieth (1930–1989), Dokumentarfilme
- Lotte (Lotti) Thiel (1923–1999), Dokumentarfilme
- Regina Thielemann (* 1953), Dokumentarfilme
- Annelie Thorndike (1925–2012), Dokumentarfilme
- Tamara Trampe (1942–2021), Dokumentarfilme
- Petra Tschörtner (1958–2012), Dokumentarfilme

- Hannelore Unterberg (* 1940), Spielfilme

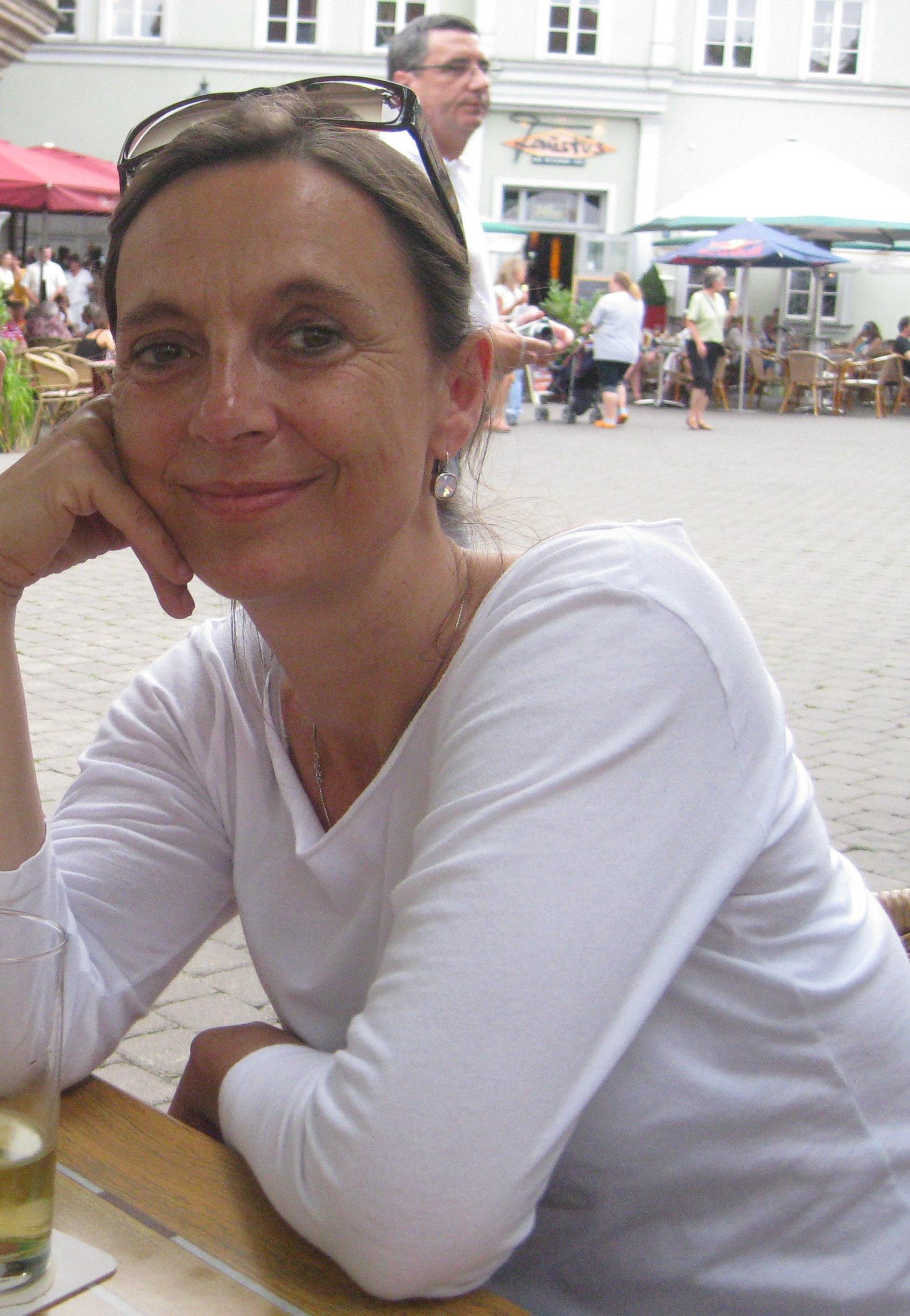
Petra Tschörtner (2009)

- Renate Wekwerth (1929–2016), Dokumentarfilme
- Christl Wiemer (1929–2021), Animationsfilme
- Traute Wischnewski (* 1930), Dokumentarfilme
- Leonija Wuss-Mundeciema (* 1939), Dokumentarfilme

Fernsehen der DDR
- Ursula Bonhoff
- Gabriele Denecke
- Christa Mühl
- Ingrid Sander, politische Dokumentar- und Spielfilme
- Ursula Schmenger
- Annelies Thomas

Hochschule für Film und Fernsehen
Die wenigen Regie-Studentinnen an der Filmhochschule Babelsberg konnten dort mehrere Filme drehen (für einige blieben diese dann aber die einzigen).
- Gabriele Denecke, drei Filme, einer verboten, danach beim Fernsehen
- Petra Tschörtner, drei Filme, ein Preis, danach Dokumentarfilme
- Sibylle Schönemann, drei Filme, erst 1990 DEFA-Film

## Bundesrepublik Deutschland 1951–1990
Seit 1947 gab es vereinzelt Dokumentarfilme von westdeutschen Regisseurinnen.
Der erste Spielfilm einer Regisseurin in der Bundesrepublik wurde wahrscheinlich 1961 von Erica Balqué gedreht.
Insgesamt gab es mehr als dreißig Filmregisseurinnen bis 1990. Die erfolgreichsten waren Margarethe von Trotta und Doris Dörrie.

### 1940er- und 1950er-Jahre
- Elisabeth Wilms, 1947–1974, über 10 Dokumentarfilme, erste bekannte Filmregisseurin in Westdeutschland, hatte bereits 1943 privat angefangen
- Ernie Priemel, 1947–1984, über 30 Dokumentarfilme, meist mit ihrem Ehemann Gero Priemel
- Sibylle Cles-Reden, 1948–1953, 7 Reisedokumentarfilme aus Griechenland, Italien, u. a.
- Hanna Hirsch, 1951–1956, 8 Kurzlehrfilme, davon drei in eigener Produktionsfirma
- Maria Daelen, 1951, ein medizinischer Kurzaufklärungsfilm
- Trude Kolman, 1955–1968, Theater- und Fernsehregisseurin

### 1960er-Jahre
- Erica Balqué, 1961, ein Spielfilm, ansonsten über 20 Regieassistenzen mit dem Ehemann Helmut Käutner
- Elisabeth Kern
- Jeanine Meerapfel
- Erika Runge
- Helke Sander
- May Spils, 1964–
- Ula Stöckl, 1964–
- Claudia von Alemann, 1964–

### 1970er-Jahre
- Cynthia Beatt
- Dagmar Beiersdorf
- Christel Buschmann
- Dagmar Damek
- Doris Dörrie
- Ingemo Engström
- Rosemarie Fendel
- Heidi Genée
- Ilse Hofmann
- Marianne Lüdcke
- Elfi Mikesch
- Ulrike Ottinger
- Helma Sanders-Brahms, 1970–
- Katrin Seybold
- Monika Teuber
- Margarethe von Trotta
- Gisela Tuchtenhagen

### 1980er-Jahre
- Gloria Behrens
- Jutta Brückner
- Hannelore Conradsen
- Pia Frankenberg
- Esther Gronenborn
- Nina Grosse
- Alexandra von Grote
- Petra Haffter
- Dagmar Hirtz
- Claudia Holldack
- Barbara Kappen
- Beate Klöckner
- Maria Knilli
- Brigitte Krause
- Gabi Kubach
- Hilde Lermann
- Caroline Link
- Vivian Naefe
- Marianne Rosenbaum
- Vérénice Rudolph
- Margit Saad
- Claudia Schröder
- Monika Treut
- Maria Theresia Wagner
- Angelika Weber
- Ute Wieland
- Bettina Woernle
- Gabriela Zerhau

## Deutschland seit 1990

### Allgemeines
Ab etwa 1990 hatten mehr Frauen Möglichkeiten, als Filmregisseurinnen tätig zu werden.

### 1990er-Jahre
Spielfilme
- Hermine Huntgeburth
- Vanessa Jopp
- Anna Annegret Pein
- Maris Pfeiffer
- Ayşe Polat
- Angela Pope
- Margrét Rún
- Annelie Runge
- Angela Schanelec
- Anka Schmid
- Bettina Speer
- Connie Walther

Dokumentarfilme
- Alice Agneskirchner
- Sylvie Banuls
- Elke Baur
- Kerstin Stutterheim

### Seit 2000
Spielfilme
- Maren Ade
- Feo Aladag
- Anne Zohra Berrached
- Uisenma Borchu
- Franziska Buch
- Bora Dagtekin
- Anika Decker
- Hanna Doose
- Birgit Eckelt
- Mara Eibl-Eibesfeldt
- Sylke Enders
- Annette Ernst
- Katinka Feistl
- Nora Fingscheidt
- Frauke Finsterwalder
- Katja von Garnier
- Almut Getto
- Aelrun Goette
- Esther Gronenborn
- Nina Grosse
- Julia von Heinz
- Karoline Herfurth
- Teresa Hoerl
- Helena Hufnagel
- Isabel Kleefeld
- Nicolette Krebitz
- Henrika Kull
- Laura Lackmann
- Caroline Link
- Angelina Maccarone
- Francis Meletzky
- Sabrina Mertens
- Franziska Meyer Price
- Nana Neul
- Elwira Niewiera
- Elisabeth Scharang
- Maria Schrader
- Mia Spengler
- Anne Thieme
- Tini Tüllmann
- Connie Walther
- Sharon von Wietersheim
- Soleen Yusef

Dokumentarfilme
- Karin Albers
- Anna Ditges
- Sonja Heiss
- Nives Konik
- Therese Koppe
- Maria Speth
- Karin Steinberger
- Hito Steyerl
- Cho Sung-hyung
- Britta Wauer
- Marie Wilke
- Natalija Yefimkina
- Ilona Ziok

Animationsfilme
- Christina Schindler

Experimentalfilme
- Orla Wolf

## Österreich
- Luise Fleck, 1911–1924, 1933–1941, mindestens 20 Filme, zwischendurch in Berlin, einzige bedeutende österreichische Filmregisseurin vor 1945
- Kurdwin Ayub
- Ruth Beckermann
- Karin Berger
- Karin Brandauer
- Sabine Derflinger
- Barbara Eder
- Veronika Franz
- Jessica Hausner
- Margareta Heinrich
- Sabine Hiebler
- Edith Hirsch
- Kitty Kino
- Marie Kreutzer
- Anita Lackenberger
- Magdalena Lauritsch
- Katharina Mückstein (* 1982)
- Johanna Moder
- Catalina Molina
- Ruth Ninaus
- Kathrin Resetarits
- Evi Romen
- Anja Salomonowitz
- Elisabeth Scharang
- Ulrike Schweiger
- Eva Spreitzhofer
- Clara Stern
- Angela Summereder
- Mirjam Unger
- Sandra Wollner

experimenteller Film:
- Mara Mattuschka

Kategorieschnittmenge (Tiefe 1; Kategorie:Frau × Kategorie:Österreicher × Kategorie:Filmregisseur)

## Schweiz
- Greti Kläy (1930–2015)
- Marlies Graf-Dätwyler (1943–2020)
- Carole Roussopoulos (1945–2009)
- Anne-Marie Miéville (* 1945)
- Gitta Gsell (* 1953)
- Dominique de Rivaz (* 1953)
- Sabine Gisiger (* 1959)
- Heidi Specogna (* 1959)
- Ursula Brunner (* 1961)
- Gabriel Baur (Gabrielle Baur) (* vor 1962)
- Stina Werenfels (* 1964)
- Sabine Boss (* 1966)
- Élodie Pong (* 1966)
- Salome Pitschen (* 1966)
- Laurence Bonvin (* 1967)
- Ursula Meier (* 1971)
- Jacqueline Zünd (* 1971)
- Güzin Kar (* 1971)
- Bettina Eberhard (* 1972)
- Bettina Oberli (* 1972)
- Caterina Mona (* 1973)
- Eva Vitija (* 1973)
- Andrea Štaka (* 1973)
- Fanny Bräuning (* 1975)
- Christine Wiederkehr (* 1978)
- Corina Schwingruber Ilić (* 1981),  auch Filmeditorin
- Maria Kaur Bedi (* 1984)
- Viviane Andereggen  (* 1985)
- Carmen Jaquier (* 1985)
- Andrea Schneider (* 1986)
- Lara Stoll (* 1987)
- Delphine Lehericey
- Carmen Stadler

## Luxemburg
- Bady Minck (* 1956)
- Anne Schroeder (* um 1970)
- Eileen Byrne (* 1984)
- Alexandra Kurt (* 1997)

## Liechtenstein
- Isolde Marxer (1951–2021)